# Roger Iribarne
Roger Valentin Iribarne Contreras (* 2. Januar 1996) ist ein kubanischer Leichtathlet, der sich auf den Hürdenlauf spezialisiert hat.

## Sportliche Laufbahn
Roger Iribarne tritt seit 2012 in Wettkämpfen im Hürdenlauf an. 2013 nahm er an den U18-Weltmeisterschaften in Donezk teil, bei denen er den vierten Platz belegte. 2014 verbesserte er sich auf eine Zeit von 13,47 s über die Juniorenhürdenhöhe von 0,99 m über 110 Meter Hürden. Im Juli trat er bei den U20-Weltmeisterschaften in Eugene an, bei denen er in das Halbfinale einzog. Darin schied er knapp als Vierter seines Laufes aus. 2015 trat er bei den U20-Panamerikameisterschaften im kanadischen Edmonton an, bei denen er sich im Finale auf 13,32 s steigerte, mit denen er die Silbermedaille gewinnen konnte. Seit der Saison 2016 geht Iribarne bei den Erwachsenen über die finale Hürdenhöhe von 1,067 m an den Start. Im Mai lief er dabei mit 13,53 s die schnellste Zeit der Saison.
Im Mai 2017 stellte Iribarne seine persönliche Bestleistung von 13,39 s auf und konnte damit im August auch bei den Weltmeisterschaften in London an den Start gehen. Dabei zog er in das Halbfinale ein, verpasste darin allerdings mit 13,43 s als Sechster seines Laufes den Einzug in das Finale. Im Frühjahr 2018 trat er bei den Hallenweltmeisterschaften in Birmingham an. Dabei lief er im Halbfinale der 60-Meter-Hürdenbestzeit von 7,58 s und zog damit in das Finale ein, in dem er den siebten Platz belegte. Ende Juli reiste er zu den Zentralamerika- und Karibikspielen in Barranquilla. Dort ging er zunächst im Hürdenlauf an den Start und konnte dabei die Silbermedaille gewinnen. Zum Abschluss der Spiele trat er zudem im Finale der 4-mal-100-Meter-Staffel an, mit der er den fünften Platz belegte. Bei den Nordamerikameisterschaften, im August in Toronto, wurde er nach dem Vorlauf disqualifiziert. 2019 siegte Iribarne im März bei den Kubanischen Meisterschaften. Im August trat er bei den Panamerikanischen Spielen in Lima an und konnte dabei auch in das Finale einziehen, in dem er anschließend allerdings disqualifiziert wurde. Ende September trat er bei den Weltmeisterschaften in Doha an, belegte allerdings weit abgeschlagen den letzten Platz in seinem Vorlauf.

## Wichtige Wettbewerbe
| Jahr             | Veranstaltung                     | Ort              | Platz            | Disziplin        | Zeit             |
| Startet für Kuba | Startet für Kuba                  | Startet für Kuba | Startet für Kuba | Startet für Kuba | Startet für Kuba |
| ---------------- | --------------------------------- | ---------------- | ---------------- | ---------------- | ---------------- |
| 2013             | U18-Weltmeisterschaften           | Donezk           | 4.               | 110 m Hürden     | 13,46 s          |
| 2014             | U20-Weltmeisterschaften           | Eugene           | 12.              | 110 m Hürden     | 13,87 s          |
| 2015             | U20-Panamerikameisterschaften     | Edmonton         | 2.               | 110 m Hürden     | 13,32 s          |
| 2017             | Weltmeisterschaften               | London           | 15.              | 110 m Hürden     | 13,43 s          |
| 2018             | Hallenweltmeisterschaften         | Birmingham       | 7.               | 60 m Hürden      | 7,77 s           |
| 2018             | Zentralamerika- und Karibikspiele | Barranquilla     | 3.               | 110 m Hürden     | 13,58 s          |
| 2018             | Zentralamerika- und Karibikspiele | Barranquilla     | 5.               | 4 × 100 m        | 39,03 s          |
| 2019             | Panamerikanische Spiele           | Lima             |                  | 110 m Hürden     | DQ               |
| 2019             | Weltmeisterschaften               | Doha             | 34.              | 110 m Hürden     | 14,37 s          |

## Persönliche Bestleistungen
Freiluft
- 110-Meter-Hürdenlauf: 13,21 s, 16. Juli 2023, Chorzów

Halle
- 60 m: 6,78 s, 7. Januar 2023, Lissabon
- 60-Meter-Hürdenlauf: 7,48 s, 22. Februar 2023, Madrid